# گنسلر
شرکت ام آرتور گنسلر جونیور و همکاران یک شرکت معماری است که مکان در سان فرانسیسکو ایالت کالیفرنیا است. در سال ۲۰۰۰ جایزه معماری توسط انستیتو معماری آمریکا به گروه معماری گنسلر اهدا شد. امروزه، گنسلر یک رهبر پایداری جهانی است.

## گروه معماری گنسلر
این شرکت در ۱۹۶۵ توسط گروه هنری گنسلر تأسیس شد. ابتدا در فضای داخلی شرکت‌های مشهور کار می‌کرد اما از همان زمان به انواع فرم‌های طراحی و معماری و همچنین در برنامه‌ریزی و طراحی شهری˓ مجتمع امکانات دانشی تفریحی˓ برندهای تجاری˓ طراحی گرافیک محیطی˓امکانات تبلیغی حساس˓ مشاوره طراحی پایدار و زمینه‌های دیگر در گیر است.

## پروژه‌های گروه معماری گنسلر
- برج شانگهای، شانگهای، چین، ۲۰۱۴
- فرودگاه سان فرانسیسکو بین‌المللی˓ سان فرانسیسکو˓ کالیفرنیا˓ ترمینال T۲˓۲۰۱۱
- جان اف کندی در فرودگاه بین‌المللی˓ نیویورک˓ جت بلو T۵˓۲۰۰۸
- مرکز باله هوستون برای رقص˓ هوستون˓ تگزاس˓ ۲۰۱۱
- مرکز مالی بین‌المللی دبی˓ دبی˓ امارات متحده عربی˓ ۲۰۰۴